# Fujiwara no Tadamichi
Fujiwara no Tadamichi (藤原忠通?; 15 marzo 1097 – 13 marzo 1164) è stato un poeta giapponese waka del tardo periodo Heian.

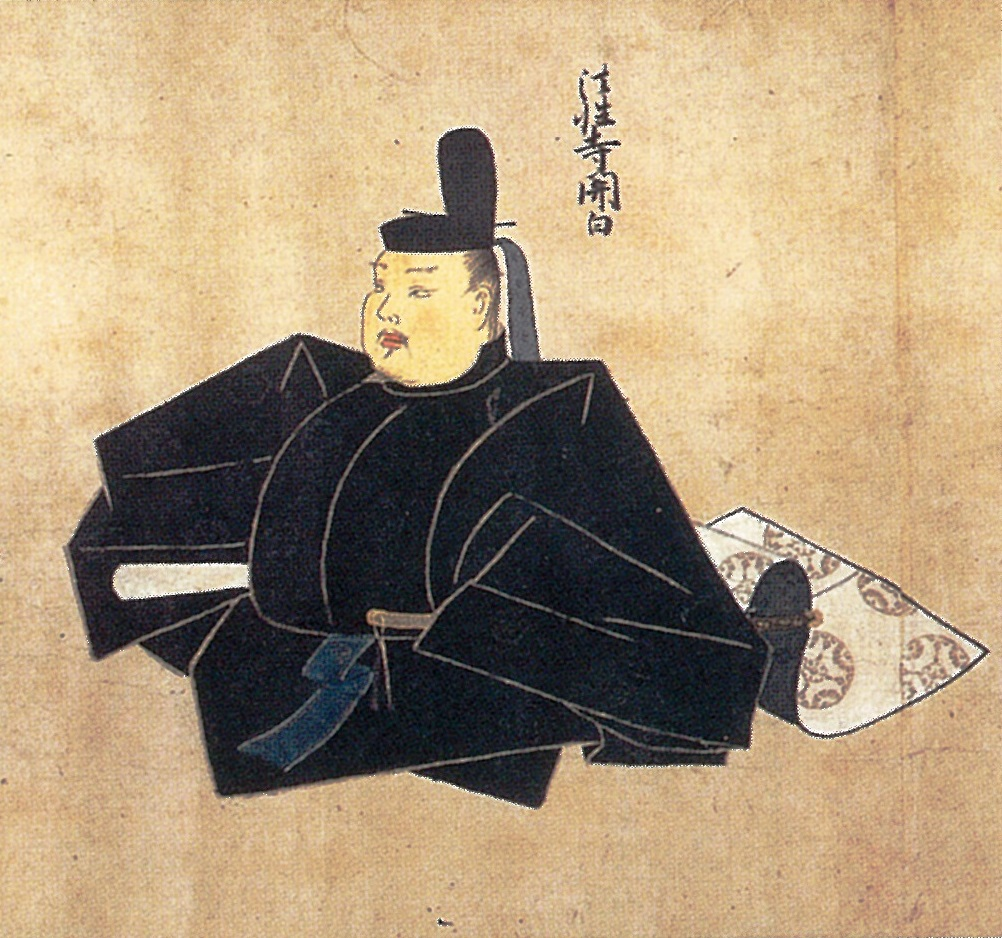
Fujiwara no Tadamichi dal Tennō Sekkan Daijin Eizukan

Figlio maggiore del reggente (kampaku) Fujiwara no Tadazane e membro del potente clan Fujiwara. Era un kuge (cortigiano) che servì come Kampaku, Sesshō e gran ministro (太政大臣?, Daijō-daijin). Nell'Ogura Hyakunin isshu era noto anche come Kanpaku Daijo-daijin prima di entrare nel tempio Hōshō-ji (法性寺入道前関白太政大臣?, Hōshō-ji Nyūdōsaki no Kanpaku Daijō-daijin) e dopo essere stato ordinato monaco buddhista prese il nome Dharma Enkan (円観?).

## Biografia
Nel 1121 divenne capo del clan Fujiwara (藤氏長者?, Toshi no chōja, capo dell'intero clan Fujiwara) e fu nominato alla carica di Kanpaku (alto consigliere dell'imperatore), servendo l'imperatore Toba al posto di suo padre, Tadazane. Servì come Sesshō (reggente) e Kanpaku sotto altri tre imperatori: l'imperatore Sutoku, l'imperatore Konoe e l'imperatore Go-Shirakawa. Il suo mandato di 37 anni nelle cariche di Sesshō e Kanpaku è stato il secondo più lungo (Fujiwara no Yorimichi ha ricoperto la carica per un totale di 50 anni).
Si dice che suo padre, Tadazane, amasse così tanto suo figlio minore Yorinaga che fece pressioni su Tadamichi perché cedesse le posizioni di Sesshō e Kanpaku a Yorinaga. Poiché Tadamichi non era stato benedetto con un erede per molti anni, nel 1125 adottò Yorinaga, che aveva 23 anni meno di lui, tuttavia, dopo aver compiuto 40 anni, Tadamichi, ebbe molti figli e a partire dal suo quarto figlio, Motozane, ha annullato l'adozione di Yorinaga in modo che i suoi figli biologici potessero ereditare il titolo di Sekkan
Nel 1129 sua figlia, Fujiwara no Kiyoko, entrò nella corte come consorte dell'imperatore Sutoku, e nell'anno successivo fu nominata Chūgū (imperatrice), ma non diede figli all'imperatore.
Nel capodanno del 1150, Yorinaga mandò sua figlia adottiva, Fujiwara no Tashi, al Kōkyū (後宮?, , lett. palazzo interno) come futura sposa, tre mesi dopo Tadamichi inviò anche sua figlia adottiva, Fujiwara no Teishi come futura sposa. Le macchinazioni di Tadamichi furono l'ultima goccia per Tadazane e Yorinaga, e quello stesso anno Tadazane interruppe la sua relazione con Tadamichi, costringendolo a cedere il titolo di capo del clan Fujiwara a Yorinaga, ma Tadamichi reagì interferendo nella relazione di Tashi con l'imperatore, e quando l'imperatore Go-Shirakawa salì al trono nel 1155, Tadamichi fu reintegrato ai suoi precedenti incarichi. Questa serie di incidenti fu una delle cause della ribellione di Hōgen. Tadamichi si schierò con l'imperatore Go-Shirakawa, mentre suo fratello Fujiwara no Yorinaga si schierò con l'imperatore Sutoku.
Dopo la guerra, Tadamichi riconquistò il titolo di capo del clan Fujiwara; tuttavia, poiché l'ex capo, Yorinaga, era caduto in disgrazia ed era morto, il clan Fujiwara fu privato del suo status autonomo e la nomina fu fatta da senji (lettera imperiale). Inoltre, le residenze ufficiali che erano in possesso di Tadazane e Yorinaga, comprese quelle del reggente e dei consiglieri, così come le loro residenze private dovevano essere confiscate; ma, poiché Tadamichi aveva imposto a Tadazane di cedergli il possesso delle residenze ufficiali e private, Tadamichi poté scongiurare la loro confisca.
Nel 1158 Tadamichi cedette il posto di Kanpaku a suo figlio Konoe Motozane. Nel 1162 fu ordinato monaco buddhista del tempio Hosshō-ji e prese il nome Dharma Enkan (円観).
Quando Tadamichi divenne il capo del clan, la politica della reggenza (摂関政治?, sekkan seiji) era già diventata una mera formalità, aveva conflitti con suo padre e suo fratello minore, e tardò ad avere un figlio. Tuttavia, riuscì a sopravvivere in queste circostanze stringendo alleanze con l'imperatore in ritiro Toba e il clan Taira, con i quali era stato originariamente nemico, e sopravvisse alla ribellione di Hōgen e alla ribellione di Heiji. I suoi discendenti hanno monopolizzato le cariche di Sesshō e Kanpaku fino alla Restaurazione Meiji.

## Poesia
Era un buon poeta e un esperto calligrafo, a volte veniva chiamato Hosshoji sama. Per quanto riguarda le sue opere, esiste una raccolta di sue poesie in stile cinese intitolata Hosshōji kanpaku-shū (法性寺関白集) e una raccolta delle sue altre opere poetiche intitolata Den ta Tamiji-shū (田多民治集), esiste anche un diario, Hosshōji kanpakuki (法性寺関白記).
Cinquantotto sue poesie sono state incluse nelle antologie imperiali a cominciare dal Kin'yō Wakashū, una sua poesia è stata selezionata per l'Ogura Hyakunin isshu:
(Hyakunin isshu n.76)

### Come calligrafo
Ha fondato la scuola di calligrafia Hoshōji (法性寺流). Questa scuola è nota per il suo stile vivace, che combina tratti audaci, rotondi e potenti.
Quando Fujiwara no Motohira il monastero nel tempio Mōtsū-ji, chiese a Tadamichi un campione della sua calligrafia da incorniciare e appendere al Tempio Kondo Enryaku-ji (che in seguito fu distrutto da un incendio). Motohira fece la richiesta per la calligrafia attraverso il tempio Ninna-ji, poiché era preoccupato che persone come lui, del clan Oshu-Fujiwara, sarebbero state scambiate per rozzi uomini di frontiera dalla gente di Kyoto, e che Tadamichi potesse non essere incline ad accettare la sua richiesta.
Tadamichi, che in seguito venne a sapere chi fosse il vero cliente, cercò di recuperare la sua calligrafia, ma i suoi sforzi si sono conclusi con un fallimento. (Secondo l'Azuma Kagami, la calligrafia incorniciata nel tempio Enryaku-ji è stata scritta da Kanpaku Tadamichi, e la calligrafia sulle strisce di carta è stata scritta da Fujiwara no Norinaga).

## Genealogia
Genitori
- Padre: Fujiwara no Yorinaga (藤原 頼長, maggio 1120 - 1 agosto 1156)
- Madre: Minamoto no Moroko (源師子), figlia di Minamoto no Akifusa (源顕房)

Consorte e figli:
- Moglie: Fujiwara no Soshi (藤原宗子, 1190-1155), figlia di Fujiwara no Munemichi (藤原宗通)
  - Fujiwara no Kiyoko (藤原 聖子; 1122-1182), moglie dell'imperatore Sutoku, prima figlia
  - Terzo figlio (morto nel 1127)
- Moglie: Minamoto no Nobuko (源信子), figlia di Minamoto no Norinobu (源国信)
  - Konoe Motozane (近衛 基実, 1143 – 23 agosto 1166), quarto figlio
- Moglie: Minamoto no Toshiko (源俊子), figlia di Minamoto no Norinobu (源国信), sorella minore di Nobuko
  - Fujiwara no Motofusa (藤原 基房, 1144-1 febbraio 1230), quinto figlio
  - Shinen (1153-1224), nono figlio
  - Saichu, tredicesimo figlio
- Moglie: Minamoto no Toshiko (源俊子), figlia di Minamoto no Akitoshi (源顕俊)
  - Fujiwara no Ikushi (藤原 育子; 1146-23 settembre 1173), moglie dell'imperatore Nijō, secondogenita
- Moglie: Kaga no Tsubone (加賀局), figlia di Fujiwara no Nakamitsu (藤原仲光)
  - Fujiwara no Kanezane (藤原 兼実, 1149 – 3 maggio 1207), sesto figlio
  - Doen (1151-1170), ottavo figlio
  - Fujiwara no Kanefusa (藤原 兼房, 1153 – 30 marzo 1217), decimo figlio
  - Jien[4] (慈円, 17 maggio 1155 a Kyoto - 28 ottobre 1225), undicesimo figlio
- Moglie: Figlia di Fujiwara no Motonobu (藤原基信)
  - Eshin (恵信, 1114-1171), primogenito
- Moglie: Lady Gōjō (五条), figlia di Minamoto no Moritsune (源盛経)
  - Takadata (尊忠; nato nel 1150), settimo figlio
- Moglie sconosciuta
  - Kakuchu (覚忠; 1118-1177), sacerdote, secondo figlio